# Valromey-sur-Séran
Valromey-sur-Séran est une commune nouvelle française résultant de la fusion — au 1er janvier 2019 — des communes de Belmont-Luthézieu, Lompnieu, Sutrieu et Vieu, située dans le département de l'Ain en région Auvergne-Rhône-Alpes.

## Géographie
Valromey-sur-Séran est une commune située dans la région du Bugey, plus précisément à l'ouest du Valromey sur la rive droite du Séran.

### Climat
Pour des articles plus généraux, voir Climat d'Auvergne-Rhône-Alpes et Climat de l'Ain.
En 2010, le climat de la commune est de type climat des marges montargnardes, selon une étude du CNRS s'appuyant sur une série de données couvrant la période 1971-2000. En 2020, Météo-France publie une typologie des climats de la France métropolitaine dans laquelle la commune est exposée à un climat de montagne ou de marges de montagne et est dans la région climatique Alpes du nord, caractérisée par une pluviométrie annuelle de 1 200 à 1 500 mm, irrégulièrement répartie en été.
Pour la période 1971-2000, la température annuelle moyenne est de 10,7 °C, avec une amplitude thermique annuelle de 18,2 °C. Le cumul annuel moyen de précipitations est de 1 349 mm, avec 10,6 jours de précipitations en janvier et 8,1 jours en juillet. Pour la période 1991-2020, la température moyenne annuelle observée sur la station météorologique installée sur la commune est de 9,3 °C et le cumul annuel moyen de précipitations est de 1 413,2 mm,. Pour l'avenir, les paramètres climatiques de la commune estimés pour 2050 selon différents scénarios d'émission de gaz à effet de serre sont consultables sur un site dédié publié par Météo-France en novembre 2022.
| Mois                                  | jan.          | fév.           | mars           | avril         | mai           | juin          | jui.          | août          | sep.          | oct.          | nov.           | déc.           | année      |
| ------------------------------------- | ------------- | -------------- | -------------- | ------------- | ------------- | ------------- | ------------- | ------------- | ------------- | ------------- | -------------- | -------------- | ---------- |
| Température minimale moyenne (°C)     | −2,5          | −2,7           | 0,3            | 3,5           | 6,7           | 10,6          | 12,1          | 11,9          | 9,2           | 6,1           | 1,6            | −1,5           | 4,6        |
| Température moyenne (°C)              | 0,8           | 1,1            | 4,8            | 8,7           | 12            | 16,3          | 18,3          | 17,7          | 14,3          | 10,2          | 5,2            | 1,8            | 9,3        |
| Température maximale moyenne (°C)     | 4,2           | 4,8            | 9,2            | 13,9          | 17,2          | 22            | 24,5          | 23,5          | 19,4          | 14,4          | 8,7            | 5,2            | 13,9       |
| Record de froid (°C) date du record   | −17 13.01.03  | −17,4 05.02.12 | −17,4 07.03.05 | −8,8 07.04.08 | −1,8 03.05.21 | −0,6 02.06.06 | 4 14.07.04    | 3,4 26.08.18  | −0,6 27.09.20 | −6,2 25.10.03 | −10,7 30.11.21 | −17,7 20.12.09 | −17,7 2009 |
| Record de chaleur (°C) date du record | 18,4 01.01.22 | 17,4 23.02.20  | 20,9 31.03.21  | 24,8 20.04.18 | 29,7 21.05.22 | 33,9 18.06.22 | 35,6 19.07.22 | 37,1 22.08.23 | 30,1 11.09.23 | 25,8 08.10.23 | 20,2 09.11.15  | 17,9 31.12.21  | 37,1 2023  |
| Précipitations (mm)                   | 147,1         | 104,1          | 117,1          | 97,8          | 119,8         | 102,1         | 89,9          | 94,5          | 79,2          | 141,4         | 156,8          | 163,4          | 1 413,2    |

## Urbanisme

### Typologie
Au 1er janvier 2024, Valromey-sur-Séran est catégorisée commune rurale à habitat dispersé, selon la nouvelle grille communale de densité à 7 niveaux définie par l'Insee en 2022.
Elle est située hors unité urbaine. Par ailleurs la commune fait partie de l'aire d'attraction de Belley, dont elle est une commune de la couronne,. Cette aire, qui regroupe 31 communes, est catégorisée dans les aires de moins de 50 000 habitants,.

## Toponymie
Durant l'avancement du projet, deux noms étaient proposés aux habitants pour la commune nouvelle : Valromey-sur-Séran et Champagne-en-Valromey (le nom du chef-lieu du projet initial). C'est le premier qui a été choisi en majorité. Valromey désigne la région dans laquelle est située la commune tandis que Séran est le nom de la rivière qui passe les quatre communes déléguées la formant.

## Histoire
Une idée d'une commune nouvelle naît en octobre 2015 par l'initiative de la municipalité de Champagne-en-Valromey qui propose une fusion à cinq communes de Belmont-Luthézieu, Lompnieu, Sutrieu et Vieu. Mais le 12 janvier 2016, Champagne abandonne le projet car souhaiterait restreindre le périmètre du projet.
Ce projet refait surface au cours de l'année 2018 avec les mêmes communes. Cependant, lors du vote des conseils municipaux pour l'approbation du projet, majorité de conseillers de Champagne vote contre le 12 novembre 2018 alors que la commune devait être le chef-lieu.
La commune est toutefois créée au 1er janvier 2019 par un arrêté préfectoral du 17 décembre 2018 avec Belmont-Luthézieu, Lompnieu, Sutrieu et Vieu.

## Politique et administration

### Découpage territorial
La commune de Valromey-sur-Séran est membre de la communauté de communes Bugey Sud, un établissement public de coopération intercommunale (EPCI) à fiscalité propre créé le 1er janvier 2014 dont le siège est à Belley. Ce dernier est par ailleurs membre d'autres groupements intercommunaux.
Sur le plan administratif, elle est rattachée à l'arrondissement de Belley, au département de l'Ain et à la région Auvergne-Rhône-Alpes. Sur le plan électoral, elle dépend du canton de Plateau d'Hauteville pour l'élection des conseillers départementaux, depuis le redécoupage cantonal de 2014 entré en vigueur en 2015, et de la cinquième circonscription de l'Ain pour les élections législatives, depuis le dernier découpage électoral de 2010.

#### Communes déléguées
| Nom                       | Code Insee | Intercommunalité | Superficie (km2) | Population (dernière pop. légale) | Densité (hab./km2) |
| ------------------------- | ---------- | ---------------- | ---------------- | --------------------------------- | ------------------ |
| Belmont-Luthézieu (siège) | 01036      | CC Bugey Sud     | 19,77            | 606 (2018)                        | 31                 |
| Lompnieu                  | 01221      | CC Bugey Sud     | 11,35            | 121 (2018)                        | 11                 |
| Sutrieu                   | 01414      | CC Bugey Sud     | 19,05            | 207 (2018)                        | 11                 |
| Vieu                      | 01442      | CC Bugey Sud     | 6,54             | 386 (2018)                        | 59                 |

### Administration municipale

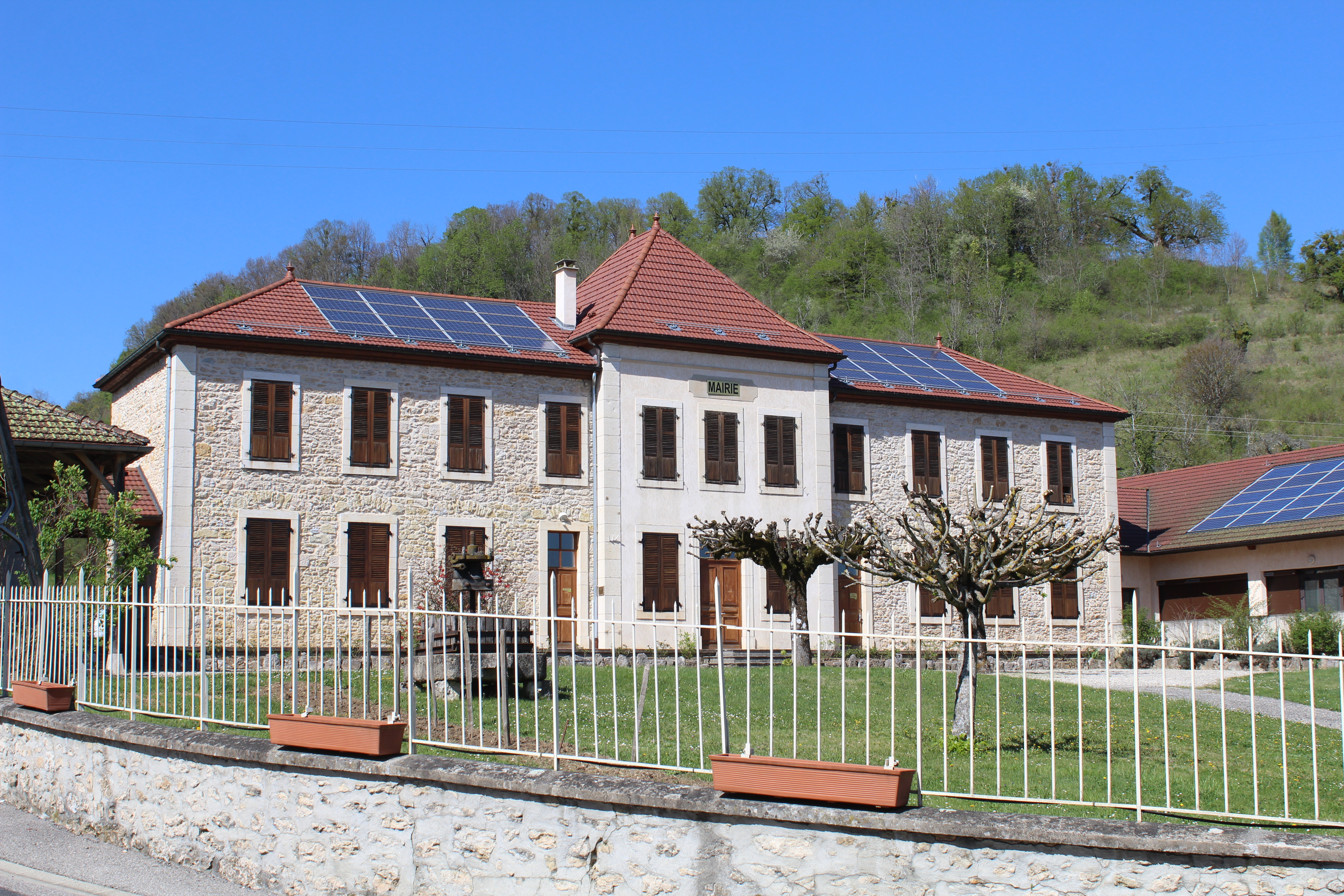
Mairie.

#### Liste des maires
| Période | Période  | Identité      | Étiquette | Qualité |
| ------- | -------- | ------------- | --------- | ------- |
| 2019    | En cours | Pauline Godet |           |         |

## Population et société

### Démographie
L'évolution du nombre d'habitants est connue à travers les recensements de la population effectués dans la commune depuis sa création.
En 2022, la commune comptait 1 350 habitants, en évolution de +3,93 % par rapport à 2016 (Ain : +5,15 %, France hors Mayotte : +2,11 %).
| 2015  | 2020  | 2022  |
| ----- | ----- | ----- |
| 1 275 | 1 334 | 1 350 |

## Culture locale et patrimoine

### Lieux et monuments
- Église Saint-Laurent de Sutrieu.
- Chapelle Saint-Antoine-et-Saint-Maurice de Luthézieu.
- Église Saint-Oyen de Belmont.
- Église Saint-Michel de Lompnieu.
- Église Saint-André de Fitignieu.
- Église Saint-Oyen de Charancin.
- Église de l'Assomption de Vieu.
- Chapelle Saint-Maurice de Charancin.